# Radioterapie
Radioterapia (sau oncologia radiologică) este o specialitatea medicală clinică independentă care utilizează radiația ionizantă, singură sau în combinație cu alte metode terapeutice în tratamentul pacienților cu cancer sau alte boli.

## Radioterapie – Metoda VMAT
Radioterapia este o modalitate terapeutică de bază pentru tratamentul cancerului. Aceasta  implică țintirea țesutului tumoral cu fotoni de energii înalte, în scopul distrugerii acestuia. În ultimul deceniu, în domeniul radioterapiei s-au înregistrat numeroase progrese și s-a  produs o tranziție de la iradierea volumelor mari (care includeau și țesuturi normale) la o iradiere țintită pe volumul tumoral (care în prezent poate ﬁ identiﬁcat foarte bine folosind metodele imagistice moderne – tomograﬁe computerizată, tomograﬁe cu emisie de pozitroni, imagistică prin rezonanță magnetică). Metoda de iradiere VMAT (volumetric modulated arc therapy) reprezintă o tehnică modernă de IMRT (intensity modulated radiation therapy) în care tratamentul este administrat prin rotirea unui fascicul de radiație în jurul pacientului. Modularea intensității fasciculului se face prin mișcarea lamelelor colimatorului, prin modiﬁcarea debitului dozei și prin variația vitezei de rotire a gantry-ului.

### Avantaje pentru pacienți
- Radioterapie personalizată, sigură, eﬁcace și de înaltă calitate;
- Radioterapie înalt conformațională, adaptată formei tumorale;
- Iradierea țesuturilor normale este mult redusă, ceea ce scade riscul de reacții adverse acute și cronice;
- Reducerea timpului de tratament, ceea ce crește confortul pacienților și precizia iradierii;
- Permite administrarea unor doze mari, ceea ce crește șansele de control tumoral.

### Avantaje pentru medici
- Aparatura modernă de achiziție imagistică permite veriﬁcarea cu înaltă precizie a  poziției pacienților în timpul iradierii;
- Câmpul volumului țintă de iradiere extins (40x40 cm), permite iradierea unor volume mari;
- Iradierea poate ﬁ  adaptată în timp real la mișcările tumorii și ale organelor de risc;
- Este asigurată protecția maximă a țesuturilor normale, ceea ce permite administrarea unor doze foarte mari (imposibil de atins folosind tehnici de iradiere).

### Avantajele generale ale tehnicii VMAT
Asigură un gradient mare al dozei, permițând obținerea unor doze curative în volumele țintă, cu doze în limite acceptabile în organele la risc din imediata vecinătate. Este o radioterapie înalt conformațională atât în suprafață, permițând iradierea unor volume cu forme foarte variate, cât și în profunzime, realizând așa-numita „dose painting”: obținerea în interiorul volumului țintă a unor zone cu doze diferite, foarte important atunci când se administrează „boost” concomitent.
Timpul de administrare al tratamentului este semniﬁcativ redus, ceea ce crește numărul pacienților ce pot fi tratați, diminuează mișcarea organelor interne în timpul administrării tratamentului, permite administrarea tratamentului inclusiv  pacienților ce nu pot menține mult timp poziția pe masă.
Verificarea poziției pacientului pe masa de tratament înainte de fiecare ședință permite scăderea Volumului Țintă Planificat (Planning Target Volume, PTV).